# Sudo Daisuke
Daisuke Sudo (sinh ngày 25 tháng 4 năm 1977) là một cầu thủ bóng đá người Nhật Bản.

## Sự nghiệp câu lạc bộ
Daisuke Sudo đã từng chơi cho Mito HollyHock, Shonan Bellmare, Ventforet Kofu, Vissel Kobe và Fujieda MYFC.